# Achicourt
Achicourt ist eine französische Kleinstadt mit 7.899 Einwohnern (Stand 1. Januar 2022) im Département Pas-de-Calais in der Region Hauts-de-France (zuvor Nord-Pas-de-Calais). Sie gehört zum Arrondissement Arras und zum Kanton Arras-3.

## Geografie
Die Kleinstadt Achicourt ist eine südwestliche Vorortgemeinde der Stadt Arras. Das Gemeindegebiet von Achicourt wird vom Flüsschen Crinchon durchquert.

## Bevölkerungsentwicklung
| Jahr                       | 1962 | 1968 | 1975 | 1982 | 1990 | 1999 | 2006 | 2014 | 2022 |
| -------------------------- | ---- | ---- | ---- | ---- | ---- | ---- | ---- | ---- | ---- |
| Einwohner                  | 5186 | 5188 | 7433 | 7795 | 7959 | 7695 | 7574 | 7750 | 7899 |
| Quellen: Cassini und INSEE |      |      |      |      |      |      |      |      |      |

## Sehenswürdigkeiten
Achicourt besitzt eine historische und noch funktionstüchtige Windmühle. Jedes Jahr findet am letzten Sonntag im September ein Volksfest um diese Mühle statt.

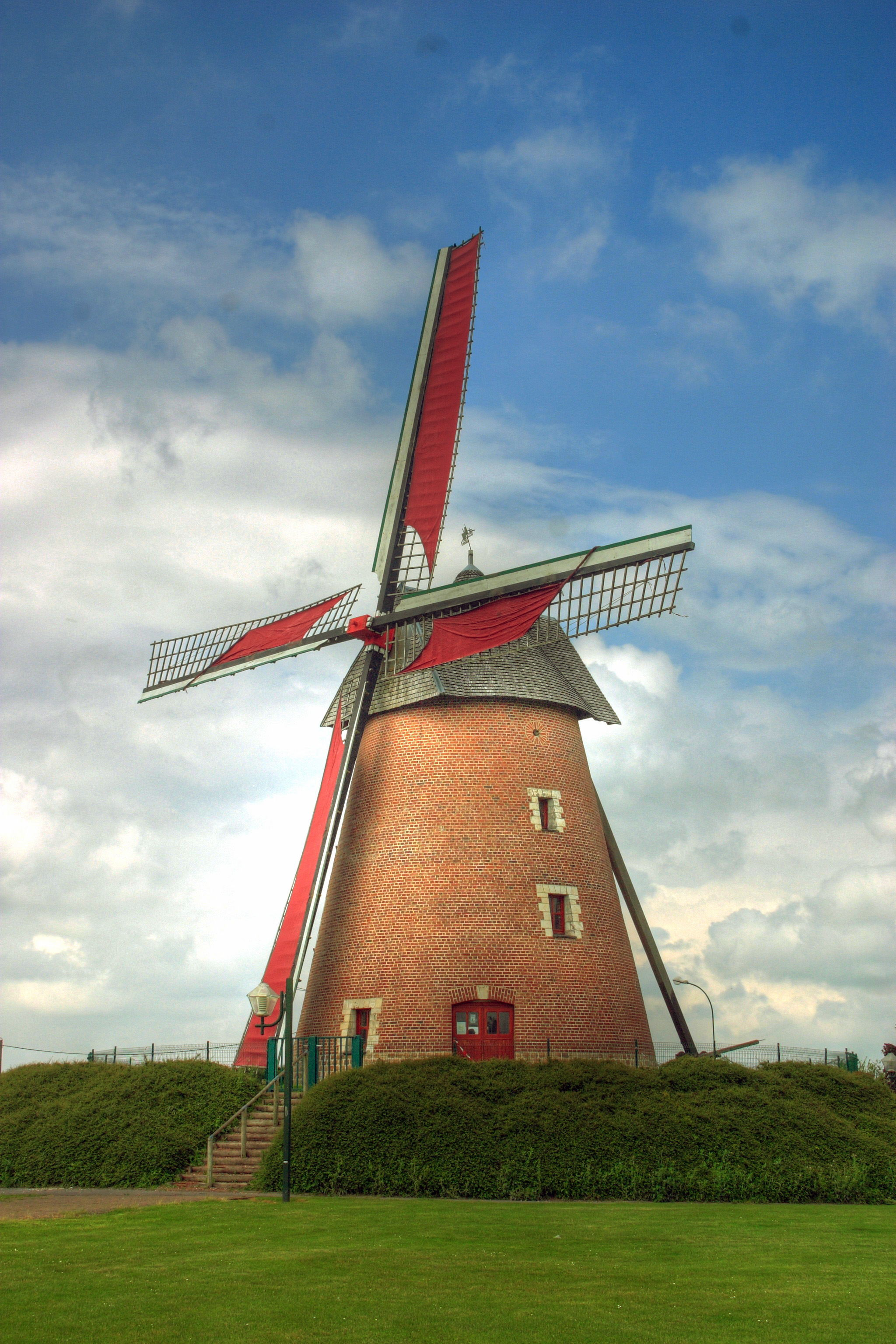
Windmühle
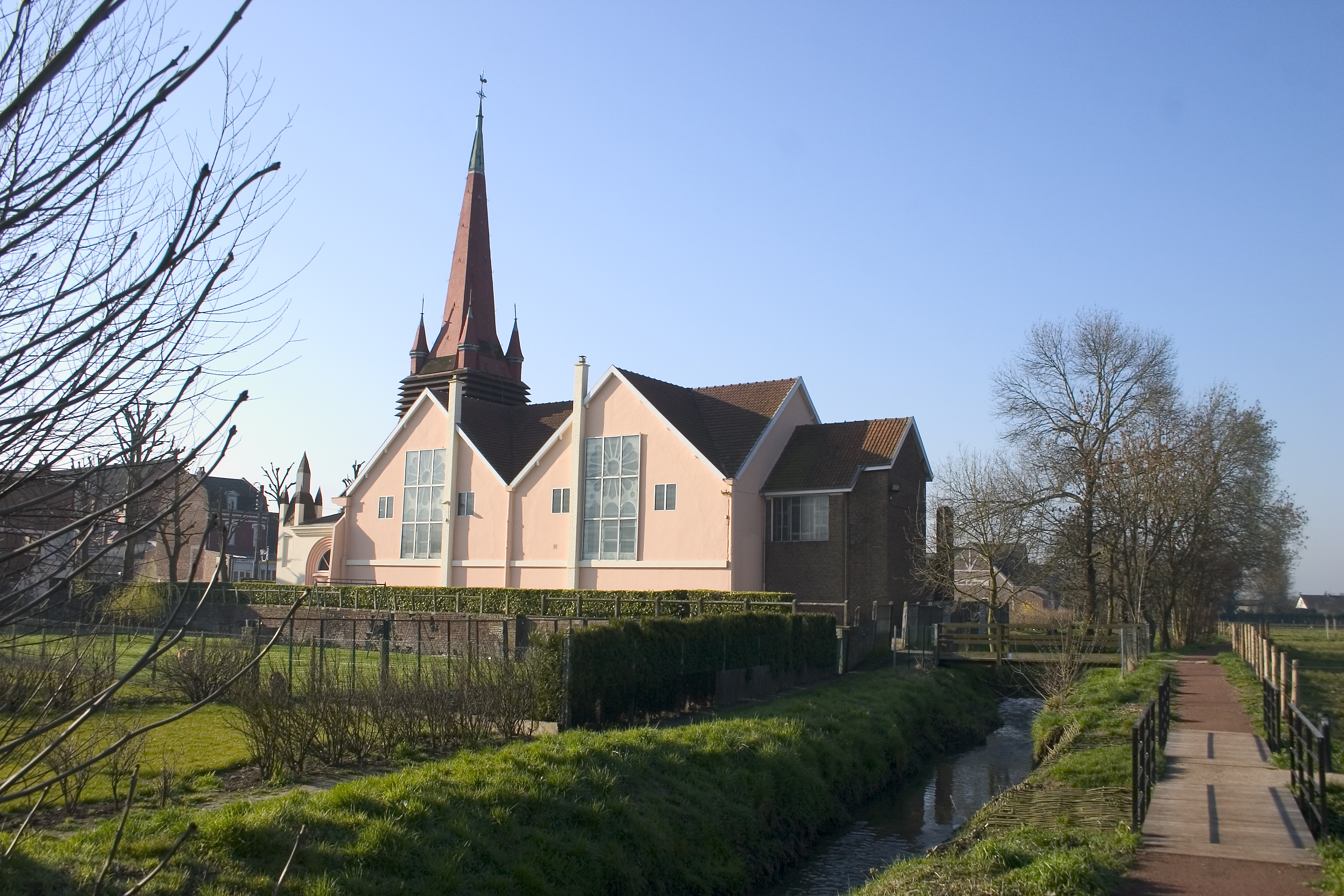
Kirche Saint-Vaast
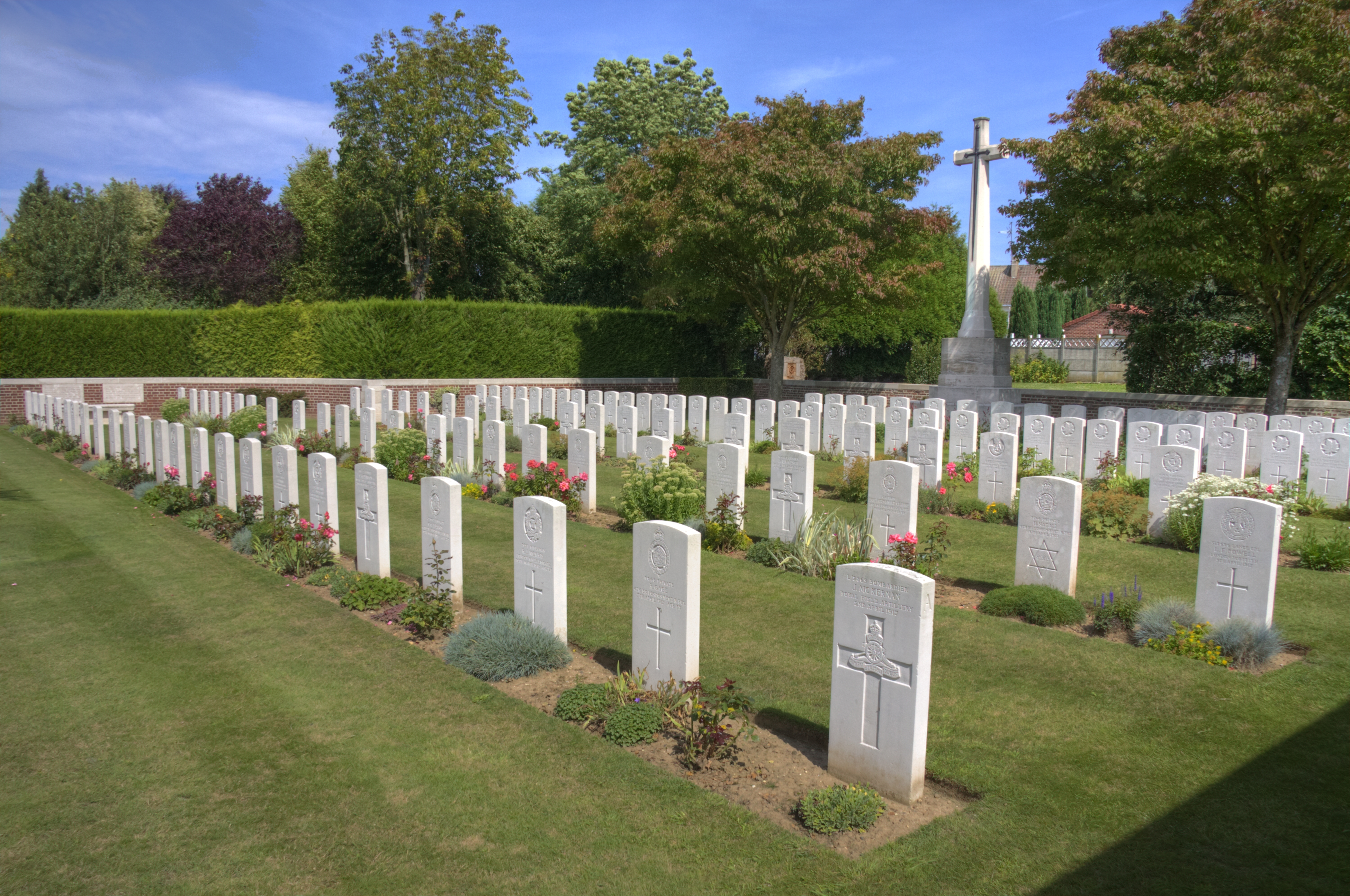
Soldatenfriedhof des Commonwealth
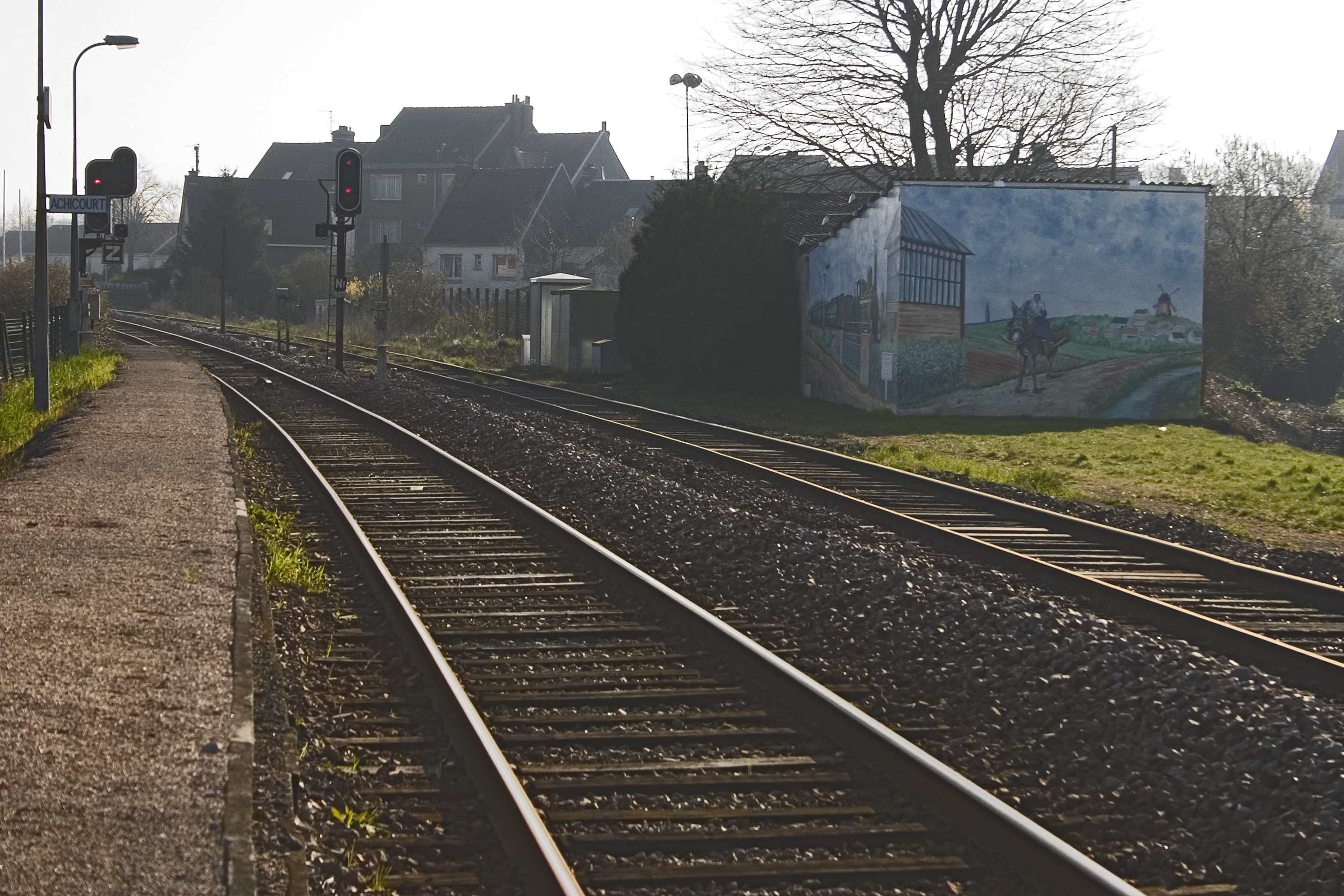
Bahnhalt Achicourt

## Partnerschaft
- Kirchenbollenbach, Rheinland-Pfalz